# Agrale Marruá
L'Agrale Marruá (taureau sauvage en portugais) est un véhicule tout-terrain construit par Agrale dans son usine de Caxias do Sul, dans l’État de Rio Grande do Sul au Brésil depuis 2004.

## Développement
Le développement du Marruá commence au début des années 2000 lorsque d'anciens employés d'Engesa, alors en banqueroute, acquièrent les droits des Engesa EE-4 et EE-12 afin de concevoir une version modernisée avec Agrale qui rentrerait dans les standards de l'armée brésilienne dans le but de remplacer ses Jeep.
Trois prototypes sont construits et testés par l'armée, qui choisira le Marruá au sein de sa flotte de véhicules le 27 juillet 2005.

## Caractéristiques techniques
La Marruá est conçu pour être robuste, maniable et facile d'entretien. Il a une capacité d'accueil de 4 soldats équipés, de lance-missiles anti-chars, de mitrailleuses et autres appareils de communication.
La version militaire répond aux standards Euro III et est disponible en plusieurs carrosseries : 2 ou 4 portes, pick-up, ambulance...
Quant à la version civile, elle est disponible en simple ou double cabine, voire châssis cabine. Elle répond aux normes Euro V.

## Utilisateurs militaires

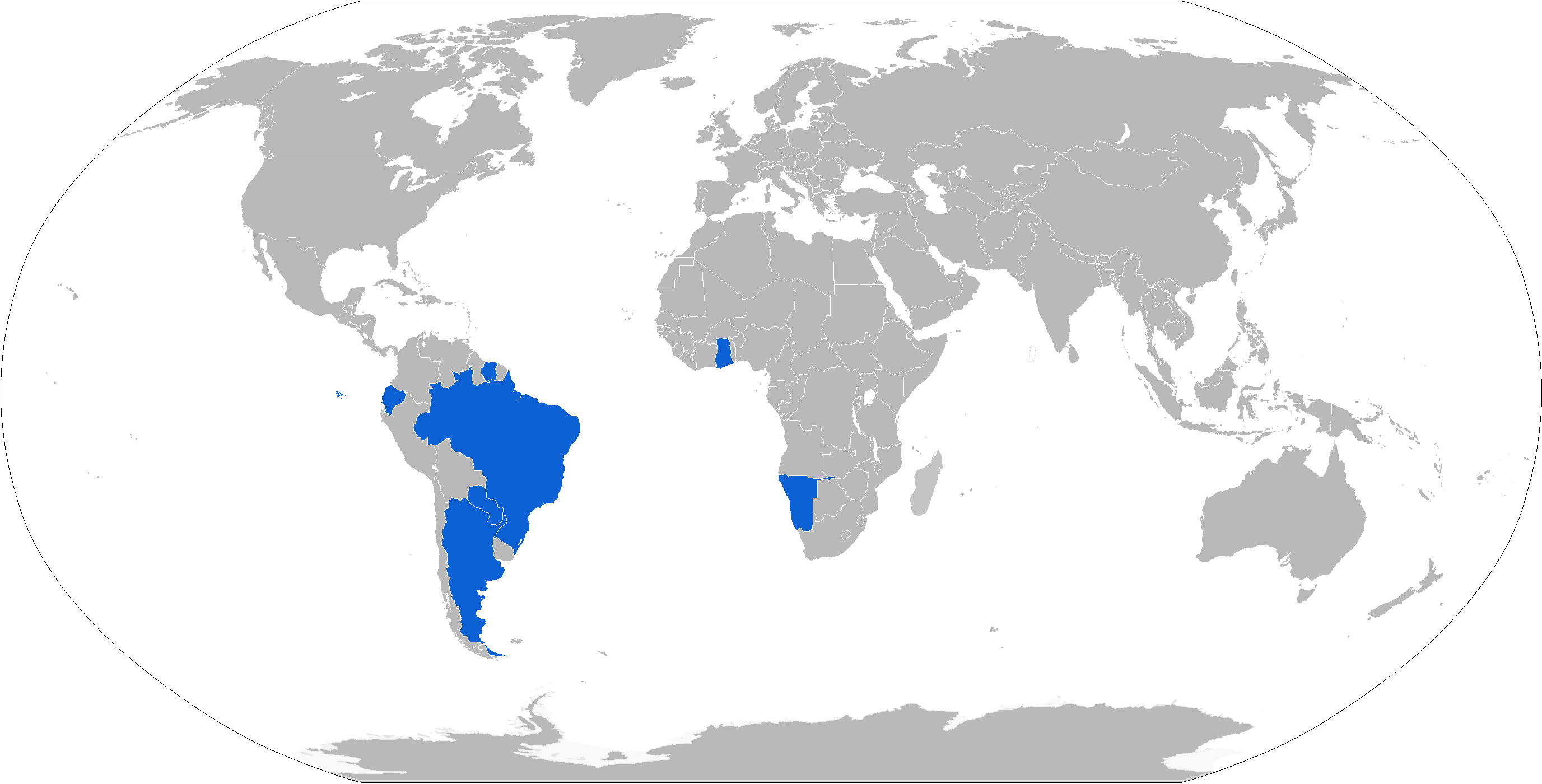
Carte des utilisateurs du Marruá.

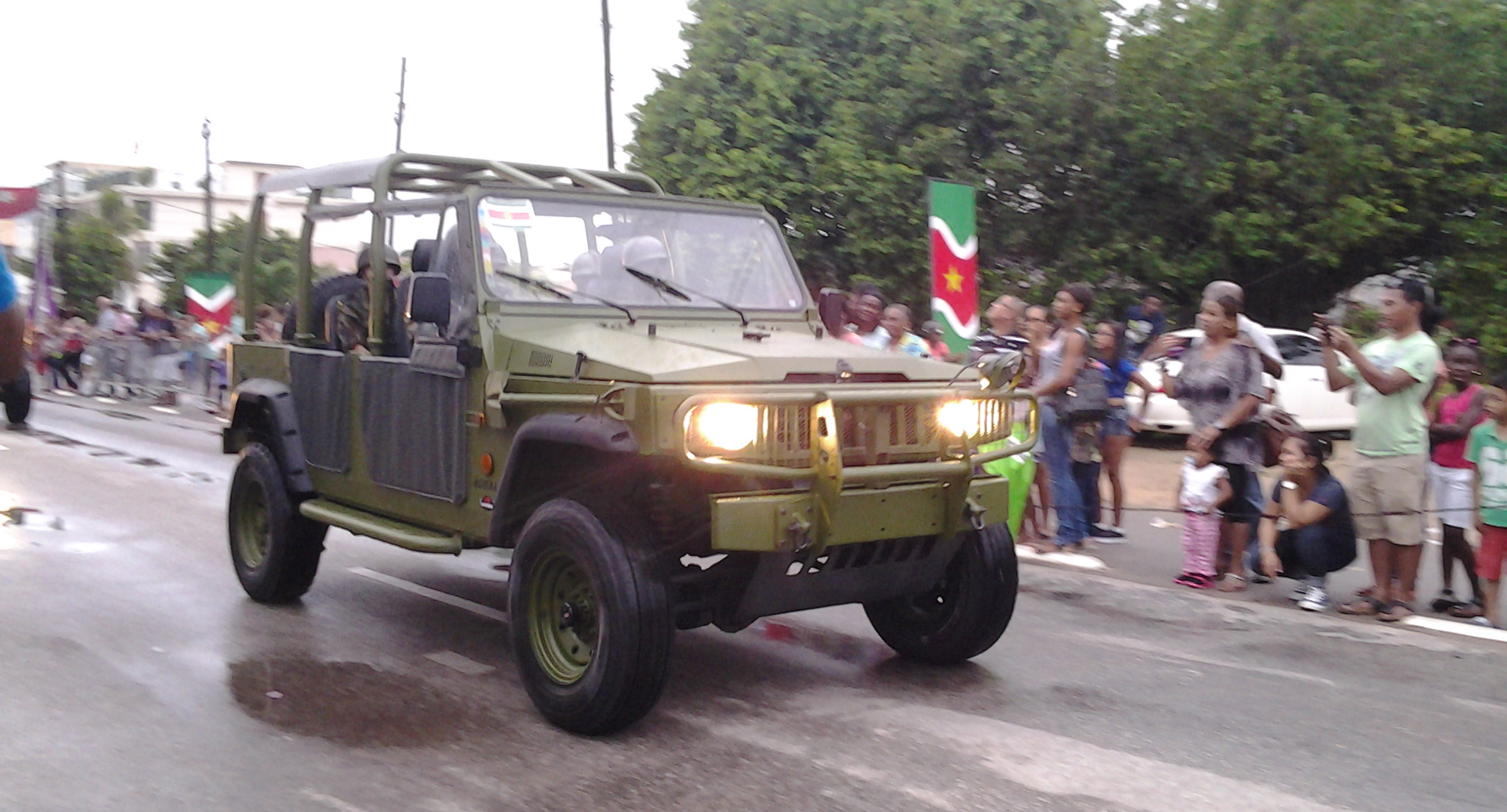
Marruá de l'armée du Suriname.

Le Marruá s'est vendu dans divers pays d'Amérique du Sud mais aussi en Afrique. On l'a croisé lors des missions de maintien de la paix à Haïti de l'ONU en 2009.
 Argentine
- Armée de terre
- Armée de l'air
- Marine

 Brésil
- Armée de terre
- Armée de l'air
- Marine
- Troupes de marine
- Police militaire

 Équateur
- Armée de terre

 Ghana
- Forces armées

 Namibie
- Forces de défense

 Paraguay
- Armée de terre

 Suriname
- Armée de terre

## Sport automobile
Agrale engage des Marruá dans le championnat Pick-up Racing en Amérique du Sud.